# Чемпионат России по лёгкой атлетике 1998
Чемпионат России по лёгкой атлетике 1998 года прошёл 31 июля—3 августа в Москве на стадионе Северного спортивного ядра олимпийского спорткомплекса «Лужники». Соревнования являлись финальным этапом отбора в сборную России на чемпионат Европы, прошедший 18—23 августа в Будапеште, столице Венгрии. В чемпионате приняли участие более 700 спортсменов из 58 регионов страны. На протяжении 4 дней было разыграно 42 комплекта медалей.
В течение 1998 года в различных городах были проведены также чемпионаты России в отдельных дисциплинах лёгкой атлетики:
- 13—14 февраля — открытый зимний чемпионат России по длинным метаниям (Адлер)
- 19—20 февраля — открытый зимний чемпионат России по спортивной ходьбе (Адлер)
- 1 марта — открытый чемпионат России по кроссу (Кисловодск)
- 7 марта — открытый чемпионат России по бегу по шоссе (Адлер)
- 5 апреля — открытый чемпионат России по бегу на 100 км (Москва)
- 9—10 мая — открытый чемпионат России по суточному бегу по стадиону (Москва)
- 16—17 мая — открытый чемпионат России по спортивной ходьбе (Ижевск)
- 17 мая — открытый чемпионат России по марафону (Москва)
- 12 июня — чемпионат России по полумарафону (Санкт-Петербург)
- 29 августа — чемпионат России по спортивной ходьбе на 20 км среди женщин (Чебоксары)

## Медалисты

### Мужчины
| Дисциплина                         | Золото                                                                          | Золото             | Серебро                                                                         | Серебро            | Бронза                                                                 | Бронза             |
| ---------------------------------- | ------------------------------------------------------------------------------- | ------------------ | ------------------------------------------------------------------------------- | ------------------ | ---------------------------------------------------------------------- | ------------------ |
| 100 м (ветер: +0,8 м/с)            | Александр Порхомовский Москва                                                   | 10,33              | Андрей Федорив Москва                                                           | 10,55              | Сергей Бычков Омская область                                           | 10,58              |
| 200 м (ветер: 0,0 м/с)             | Виталий Игнатов Брянская область                                                | 21,21              | Александр Рябов Самарская область                                               | 21,35              | Дмитрий Бей Хабаровский край                                           | 21,45              |
| 400 м                              | Иннокентий Жаров Санкт-Петербург                                                | 46,24              | Дмитрий Головастов Москва                                                       | 46,26              | Михаил Вдовин Пензенская область                                       | 46,47              |
| 800 м                              | Сергей Кожевников Москва Рязанская область                                      | 1.46,85            | Борис Кавешников Свердловская область                                           | 1.47,19            | Александр Скворцов Свердловская область Чувашия                        | 1.47,52            |
| 1500 м                             | Андрей Задорожный Ярославская область                                           | 3.37,71            | Вячеслав Шабунин Москва                                                         | 3.37,82            | Альберт Казаров Нижегородская область                                  | 3.43,83            |
| 5000 м                             | Сергей Дрыгин Москва                                                            | 14.10,64           | Сергей Давыдов Чувашия                                                          | 14.10,93           | Михаил Минюхин Санкт-Петербург                                         | 14.11,38           |
| 10 000 м                           | Юрий Чижов Москва Бурятия                                                       | 29.17,99           | Владимир Афанасьев Чувашия                                                      | 29.21,77           | Олег Стрижаков Воронежская область                                     | 29.23,77           |
| 3000 м с препятствиями             | Алексей Горбунов Пермская область                                               | 8.36,67            | Константин Томский Москва                                                       | 8.38,99            | Роман Усов Курская область                                             | 8.41,25            |
| 110 м с барьерами (ветер: 0,0 м/с) | Сергей Ветров Москва                                                            | 13,96              | не вручалась                                                                    |                    | Дмитрий Рейх Брянская область                                          | 14,01              |
| 110 м с барьерами (ветер: 0,0 м/с) | Сергей Манаков Татарстан                                                        | 13,96              | не вручалась                                                                    |                    | Дмитрий Рейх Брянская область                                          | 14,01              |
| 400 м с барьерами                  | Владислав Ширяев Санкт-Петербург                                                | 49,57              | Борис Горбань Москва                                                            | 50,21              | Филипп Салов Санкт-Петербург                                           | 50,76              |
| Прыжок в высоту                    | Алексей Крысин Челябинская область                                              | 2,30 м             | Пётр Брайко Санкт-Петербург                                                     | 2,20 м             | Павел Фоменко Краснодарский край                                       | 2,20 м             |
| Прыжок с шестом                    | Павел Бурлаченко Москва                                                         | 5,75 м             | Василий Горшков Москва                                                          | 5,70 м             | Вадим Строгалёв Москва                                                 | 5,65 м             |
| Прыжок в длину                     | Алексей Мусихин Приморский край                                                 | 8,17 м (+1,6 м/с)  | Станислав Тарасенко Ростовская область                                          | 8,08 м (+0,2 м/с)  | Юрий Наумкин Краснодарский край                                        | 8,07 м (+0,4 м/с)  |
| Тройной прыжок                     | Василий Соков Московская область                                                | 17,04 м (+1,8 м/с) | Игорь Гавриленко Краснодарский край                                             | 16,93 м (−0,2 м/с) | Александр Дорошин Краснодарский край                                   | 16,90 м (−0,8 м/с) |
| Толкание ядра                      | Сергей Николаев Санкт-Петербург                                                 | 18,74 м            | Владимир Луковкин Ростовская область                                            | 18,44 м            | Александр Сальников Татарстан                                          | 18,31 м            |
| Метание диска                      | Александр Боричевский Санкт-Петербург                                           | 60,86 м            | Сергей Ляхов Москва                                                             | 58,97 м            | Евгений Карпов Москва                                                  | 58,75 м            |
| Метание молота                     | Сергей Кирмасов Орловская область                                               | 81,79 м            | Алексей Загорный Москва Ярославская область                                     | 77,03 м            | Вадим Херсонцев Санкт-Петербург                                        | 76,58 м            |
| Метание копья                      | Юрий Рыбин Липецкая область                                                     | 79,25 м            | Юрий Субботин Воронежская область                                               | 76,25 м            | Владимир Овчинников Волгоградская область                              | 74,64 м            |
| Десятиборье                        | Роман Разбейко Ростовская область                                               | 7533 очка          | Михаил Мерзликин Волгоградская область                                          | 7332 очка          | Николай Шерин Московская область                                       | 7223 очка          |
| Эстафета 4×100 м                   | Москва · Сергей Голубев · Андрей Братякин · Юрий Волков · Игорь Ястребов        | 41,19              | Саратовская область Андрей Брагин Вячеслав Журавлёв Роман Амиров Евгений Болдин | 43,01              | не вручалась                                                           |                    |
| Эстафета 4×400 м                   | Санкт-Петербург · Антон Галкин · Игорь Васильев · Даниил Шекин · Андрей Семёнов | 3.11,58            | Свердловская область Вячеслав Конев Юрий Калинин Денис Сивов Александр Усов     | 3.12,73            | Москва · Сергей Голубев · Андрей Палий · Антон Бочкарёв · Олег Ковалёв | 3.12,81            |

### Женщины
| Дисциплина                          | Золото                                                                                       | Золото            | Серебро                                                                               | Серебро            | Бронза                                                                          | Бронза             |
| ----------------------------------- | -------------------------------------------------------------------------------------------- | ----------------- | ------------------------------------------------------------------------------------- | ------------------ | ------------------------------------------------------------------------------- | ------------------ |
| 100 м (ветер: −0,4 м/с)             | Оксана Экк Москва                                                                            | 11,31             | Галина Мальчугина Московская область                                                  | 11,37              | Лариса Круглова Мурманская область                                              | 11,42              |
| 200 м (ветер: −0,7 м/с)             | Светлана Гончаренко Ставропольский край Ростовская область                                   | 22,86             | Наталья Воронова Москва                                                               | 23,17              | Екатерина Лещёва Волгоградская область                                          | 23,29              |
| 400 м                               | Ольга Котлярова Свердловская область                                                         | 50,67             | Екатерина Куликова Санкт-Петербург                                                    | 51,85              | Наталья Хрущелёва Свердловская область                                          | 51,87              |
| 800 м                               | Елена Афанасьева Московская область                                                          | 1.58,70           | Наталья Цыганова Челябинская область Московская область                               | 1.58,93            | Ольга Нелюбова Москва                                                           | 2.00,03            |
| 1500 м                              | Ольга Нелюбова Москва                                                                        | 4.02,47           | Мария Пантюхова Иркутская область                                                     | 4.05,10            | Екатерина Подкопаева Московская область                                         | 4.05,44            |
| 5000 м                              | Светлана Байгулова Самарская область                                                         | 15.23,01          | Елена Копытова Курганская область                                                     | 15.34,27           | Елена Каледина Башкортостан                                                     | 15.35,71           |
| 10 000 м                            | Алла Жиляева Курская область                                                                 | 31.45,02          | Лидия Василевская Москва                                                              | 32.28,83           | Людмила Бикташева Свердловская область                                          | 32.29,27           |
| 2000 м с препятствиями              | Елена Моталова Самарская область                                                             | 6.16,49           | Светлана Рогова Московская область                                                    | 6.16,74            | Римма Ульянова Чувашия                                                          | 6.23,91            |
| 100 м с барьерами (ветер: +0,8 м/с) | Ирина Коротя Московская область                                                              | 12,93             | Татьяна Решетникова Санкт-Петербург                                                   | 13,04              | Наталья Давиденко Волгоградская область                                         | 13,43              |
| 400 м с барьерами                   | Анна Кнороз Санкт-Петербург                                                                  | 55,46             | Юлия Носова Красноярский край                                                         | 56,13              | Светлана Бордукова Санкт-Петербург                                              | 57,71              |
| Прыжок в высоту                     | Виктория Фёдорова Санкт-Петербург                                                            | 1,95 м            | Елена Гуляева Москва                                                                  | 1,92 м             | Юлия Ляхова Москва                                                              | 1,92 м             |
| Прыжок с шестом                     | Елена Белякова Москва                                                                        | 4,15 м            | Светлана Абрамова Москва                                                              | 4,10 м             | Светлана Феофанова Москва                                                       | 3,90 м             |
| Прыжок в длину                      | Ольга Рублёва Волгоградская область                                                          | 6,88 м (+1,5 м/с) | Нина Переведенцева Татарстан                                                          | 6,85 м (+1,5 м/с)  | Татьяна Тер-Месробьян Санкт-Петербург                                           | 6,78 м (+1,3 м/с)  |
| Тройной прыжок                      | Татьяна Лебедева Волгоградская область                                                       | 14,30 м (0,0 м/с) | Елена Лебеденко Москва                                                                | 14,24 м (−0,5 м/с) | Елена Донькина Самарская область                                                | 14,18 м (−1,1 м/с) |
| Толкание ядра                       | Светлана Кривелёва Московская область                                                        | 19,18 м           | Анна Романова Брянская область                                                        | 18,27 м            | Юлия Загинай Приморский край                                                    | 17,96 м            |
| Метание диска                       | Валентина Иванова Волгоградская область                                                      | 62,03 м           | Лариса Короткевич Краснодарский край                                                  | 60,56 м            | Ольга Чернявская Ставропольский край                                            | 58,53 м            |
| Метание молота                      | Ольга Кузенкова Смоленская область                                                           | 71,49 м           | Татьяна Константинова Смоленская область                                              | 64,53 м            | Алла Давыдова Москва                                                            | 63,39 м            |
| Метание копья                       | Татьяна Шиколенко Краснодарский край                                                         | 63,91 м           | Екатерина Ивакина Ставропольский край                                                 | 59,78 м            | Оксана Макарова Московская область                                              | 59,63 м            |
| Семиборье                           | Дина Корицкая Краснодарский край                                                             | 6076 очков        | Татьяна Блохина Московская область                                                    | 5915 очков         | Елена Прохорова Кемеровская область                                             | 5710 очков         |
| Эстафета 4×100 м                    | Москва · Ирина Титова · Анна Восканян · Елена Семёнова · Наталья Дроздова                    | 45,36             | Воронежская область Людмила Сорохан Юлия Черепкова Мария Киселёва Татьяна Крохина     | 47,11              | не вручалась                                                                    |                    |
| Эстафета 4×400 м                    | Санкт-Петербург · Ольга Степикина · Людмила Вороничева · Екатерина Никишина · Ольга Сахарова | 3.40,84           | Москва · Екатерина Соловьёва · Антонина Войтенко · Анна Потапченко · Ирина Емельянова | 3.41,59            | Саратовская область Ольга Ночевная Татьяна Козлова Юлия Козел Татьяна Онофричук | 3.41,59            |

## Открытый зимний чемпионат России по спортивной ходьбе
Открытый зимний чемпионат России по спортивной ходьбе 1998 прошёл 19—20 февраля в Адлере.

### Мужчины
| Дисциплина      | Золото                   | Золото  | Серебро                               | Серебро | Бронза                  | Бронза  |
| --------------- | ------------------------ | ------- | ------------------------------------- | ------- | ----------------------- | ------- |
| Ходьба на 20 км | Владимир Андреев Чувашия | 1:18.47 | Михаил Хмельницкий Белоруссия         | 1:18.48 | Руслан Алукаев Мордовия | 1:20.08 |
| Ходьба на 35 км | Герман Скурыгин Удмуртия | 2:25.58 | Дмитрий Дольников Челябинская область | 2:27.07 | Павел Николаев Мордовия | 2:27.21 |

### Женщины
| Дисциплина      | Золото                              | Золото | Серебро                              | Серебро | Бронза                                | Бронза |
| --------------- | ----------------------------------- | ------ | ------------------------------------ | ------- | ------------------------------------- | ------ |
| Ходьба на 10 км | Надежда Ряшкина Вологодская область | 42.25  | Ольга Панфёрова Свердловская область | 42.30   | Елена Аршинцева Новосибирская область | 43.01  |

## Открытый чемпионат России по кроссу
Открытый чемпионат России по кроссу состоялся 1 марта 1998 года в Кисловодске, Ставропольский край.

### Мужчины
| Дисциплина  | Золото                            | Золото | Серебро                             | Серебро | Бронза                                | Бронза |
| ----------- | --------------------------------- | ------ | ----------------------------------- | ------- | ------------------------------------- | ------ |
| Кросс 4 км  | Алексей Горбунов Пермская область | 12.12  | Сергей Лукин Санкт-Петербург        | 12.22   | Валерий Кузьмин Волгоградская область | 12.24  |
| Кросс 12 км | Дмитрий Булычёв Пермская область  | 38.45  | Николай Керимов Ульяновская область | 38.57   | Николай Рудык Украина                 | 39.05  |

### Женщины
| Дисциплина | Золото                             | Золото | Серебро                              | Серебро | Бронза                          | Бронза |
| ---------- | ---------------------------------- | ------ | ------------------------------------ | ------- | ------------------------------- | ------ |
| Кросс 4 км | Жанна Малькова Самарская область   | 14.15  | Татьяна Маслова Орловская область    | 14.37   | Галина Богомолова Башкортостан  | 14.52  |
| Кросс 6 км | Лидия Григорьева Самарская область | 21.41  | Светлана Байгулова Самарская область | 21.46   | Елена Баранова Пермская область | 22.07  |

## Открытый чемпионат России по бегу по шоссе
Открытый чемпионат России по бегу по шоссе 1998 состоялся 7 марта в Адлере.

### Мужчины
| Дисциплина  | Золото                               | Золото  | Серебро                               | Серебро | Бронза                                  | Бронза  |
| ----------- | ------------------------------------ | ------- | ------------------------------------- | ------- | --------------------------------------- | ------- |
| 10 км       | Дмитрий Максимов Костромская область | 29.00   | Валерий Кузьмин Волгоградская область | 29.04   | Олег Болоховец Костромская область      | 29.06   |
| Полумарафон | Семён Шустин Костромская область     | 1:03.58 | Владимир Епанов Пермская область      | 1:04.01 | Александр Крестьянинов Пермская область | 1:04.01 |

### Женщины
| Дисциплина  | Золото                               | Золото  | Серебро                         | Серебро | Бронза                              | Бронза  |
| ----------- | ------------------------------------ | ------- | ------------------------------- | ------- | ----------------------------------- | ------- |
| 10 км       | Светлана Байгулова Самарская область | 32.40   | Елена Баранова Пермская область | 32.45   | Ольга Ковпотина Ставропольский край | 33.02   |
| Полумарафон | Лидия Григорьева Самарская область   | 1:12.48 | Зинаида Семёнова Москва         | 1:13.35 | Мария Федосеева Пермская область    | 1:13.46 |

## Открытый чемпионат России по бегу на 100 км
Открытый чемпионат России по бегу на 100 километров прошёл 5 апреля в Москве. Соревнования проходили при холодной погоде (минус 5 градусов). В мужском забеге оказалось сразу два победителя: пятикратный чемпион мира Константин Санталов и Равиль Кашапов финишировали одновременно, обнявшись.

### Мужчины
| Дисциплина | Золото                                 | Золото  | Серебро      | Серебро | Бронза                     | Бронза  |
| ---------- | -------------------------------------- | ------- | ------------ | ------- | -------------------------- | ------- |
| 100 км     | Константин Санталов Московская область | 6:33.46 | не вручалась |         | Игорь Тюпин Омская область | 6:43.29 |
| 100 км     | Равиль Кашапов Татарстан               | 6:33.46 | не вручалась |         | Игорь Тюпин Омская область | 6:43.29 |

### Женщины
| Дисциплина | Золото                                 | Золото  | Серебро                            | Серебро | Бронза                               | Бронза  |
| ---------- | -------------------------------------- | ------- | ---------------------------------- | ------- | ------------------------------------ | ------- |
| 100 км     | Ирина Реутович Калининградская область | 8:20.47 | Елена Комкова Владимирская область | 8:29.07 | Оксана Ладыжина Оренбургская область | 8:32.25 |

## Открытый чемпионат России по суточному бегу по стадиону
Чемпионат России по суточному бегу по стадиону прошёл 9—10 мая на стадионе «Октябрь» в Москве в рамках VII сверхмарафона «Сутки бегом». На старт вышли 76 легкоатлетов (70 мужчин и 6 женщин). Ирина Реутович показала лучший результат в мире в истории женского суточного бега — 242 624 м. Прежний мировой рекорд (240 169 м) принадлежал британке Элеанор Адамс и был установлен в 1989 году. Таким образом, в 1998 году Ирина Реутович выиграла чемпионат России в обеих сверхмарафонских дисциплинах, 100 км и 24 часа.

### Мужчины
| Дисциплина   | Золото                    | Золото    | Серебро                       | Серебро   | Бронза                             | Бронза    |
| ------------ | ------------------------- | --------- | ----------------------------- | --------- | ---------------------------------- | --------- |
| Суточный бег | Сергей Ишмулкин Татарстан | 259 227 м | Насибулла Хуснуллин Татарстан | 250 036 м | Максим Воробьёв Московская область | 246 431 м |

### Женщины
| Дисциплина   | Золото                                 | Золото    | Серебро                                   | Серебро   | Бронза                  | Бронза    |
| ------------ | -------------------------------------- | --------- | ----------------------------------------- | --------- | ----------------------- | --------- |
| Суточный бег | Ирина Реутович Калининградская область | 242 624 м | Светлана Савоськина Волгоградская область | 218 026 м | Римма Пальцева Марий Эл | 216 220 м |

## Открытый чемпионат России по спортивной ходьбе
Открытый чемпионат России по спортивной ходьбе 1998 прошёл 16—17 мая в Ижевске.

### Мужчины
| Дисциплина      | Золото                                | Золото  | Серебро                             | Серебро | Бронза                   | Бронза  |
| --------------- | ------------------------------------- | ------- | ----------------------------------- | ------- | ------------------------ | ------- |
| Ходьба на 20 км | Дмитрий Есипчук Челябинская область   | 1:20.42 | Алексей Воеводин Пензенская область | 1:21.19 | Владимир Станкин Москва  | 1:22.06 |
| Ходьба на 50 км | Андрей Плотников Владимирская область | 3:41.14 | Николай Матюхин Московская область  | 3:45.29 | Герман Скурыгин Удмуртия | 3:47.44 |

### Женщины
| Дисциплина      | Золото                  | Золото | Серебро                              | Серебро | Бронза                  | Бронза |
| --------------- | ----------------------- | ------ | ------------------------------------ | ------- | ----------------------- | ------ |
| Ходьба на 10 км | Вера Начаркина Мордовия | 42.31  | Тамара Коваленко Ярославская область | 42.46   | Елена Грузинова Чувашия | 43.23  |

## Открытый чемпионат России по марафону
Открытый чемпионат России 1998 года по марафону состоялся 17 мая в Москве в рамках Московского марафона «Лужники». Трасса пролегала по территории одноимённого спорткомплекса.

### Мужчины
| Дисциплина | Золото                | Золото  | Серебро                | Серебро | Бронза                  | Бронза  |
| ---------- | --------------------- | ------- | ---------------------- | ------- | ----------------------- | ------- |
| Марафон    | Андрей Шалагин Москва | 2:16.35 | Алексей Коробов Москва | 2:16.59 | Виктор Жданов Татарстан | 2:17.04 |

### Женщины
| Дисциплина | Золото                  | Золото  | Серебро             | Серебро | Бронза                | Бронза  |
| ---------- | ----------------------- | ------- | ------------------- | ------- | --------------------- | ------- |
| Марафон    | Людмила Петрова Чувашия | 2:30.54 | Ирина Пупаза Москва | 2:37.22 | Ольга Соколова Москва | 2:39.49 |

## Чемпионат России по полумарафону
Чемпионат России 1998 года по полумарафону состоялся 12 июня в Санкт-Петербурге в рамках традиционного Санкт-Петербургского полумарафона.

### Мужчины
| Дисциплина  | Золото                     | Золото  | Серебро                   | Серебро | Бронза                            | Бронза  |
| ----------- | -------------------------- | ------- | ------------------------- | ------- | --------------------------------- | ------- |
| Полумарафон | Александр Васильев Чувашия | 1:05.28 | Юрий Чижов Москва Бурятия | 1:05.36 | Дмитрий Капитонов Санкт-Петербург | 1:05.39 |

### Женщины
| Дисциплина  | Золото                       | Золото  | Серебро                   | Серебро | Бронза                  | Бронза  |
| ----------- | ---------------------------- | ------- | ------------------------- | ------- | ----------------------- | ------- |
| Полумарафон | Алла Жиляева Курская область | 1:11.23 | Фирая Султанова Татарстан | 1:12.38 | Людмила Петрова Чувашия | 1:13.20 |

## Чемпионат России по спортивной ходьбе на 20 км среди женщин
Чемпионат России по спортивной ходьбе на 20 км среди женщин состоялся 29 августа в Чебоксарах в рамках Кубка страны по ходьбе.
| Дисциплина      | Золото                               | Золото  | Серебро                 | Серебро | Бронза                            | Бронза  |
| --------------- | ------------------------------------ | ------- | ----------------------- | ------- | --------------------------------- | ------- |
| Ходьба на 20 км | Татьяна Сибилёва Челябинская область | 1:29.53 | Елена Грузинова Чувашия | 1:32.16 | Юлия Воеводина Пензенская область | 1:33.12 |

## Состав сборной России для участия в чемпионате Европы
По итогам нескольких этапов отбора и с учётом выполнения необходимых нормативов, в состав сборной для участия в чемпионате Европы в Будапеште вошли:
Мужчины
100 м: Александр Порхомовский.

400 м: Иннокентий Жаров, Дмитрий Головастов, Михаил Вдовин.

Эстафета 4х400 м: Иннокентий Жаров, Дмитрий Головастов, Михаил Вдовин, Руслан Мащенко, Владислав Ширяев, Борис Горбань.

800 м: Сергей Кожевников.

1500 м: Андрей Задорожный, Вячеслав Шабунин.

Марафон: Мухаметхамат Назипов, Сергей Каледин, Эдуард Тухбатуллин, Олег Стрижаков, Андрей Шалагин.

3000 м с препятствиями: Константин Томский.

400 м с барьерами: Руслан Мащенко, Владислав Ширяев, Борис Горбань.

Прыжок в высоту: Сергей Клюгин, Алексей Крысин.

Прыжок с шестом: Максим Тарасов, Евгений Смирягин, Павел Бурлаченко.

Прыжок в длину: Кирилл Сосунов, Алексей Мусихин, Станислав Тарасенко.

Тройной прыжок: Денис Капустин, Василий Соков, Игорь Гавриленко.

Метание диска: Дмитрий Шевченко.

Метание молота: Василий Сидоренко, Илья Коновалов, Сергей Кирмасов.

Метание копья: Сергей Макаров, Юрий Рыбин.

Десятиборье: Лев Лободин.

Ходьба 20 км: Михаил Щенников, Илья Марков, Евгений Шмалюк.

Ходьба 50 км: Олег Ишуткин, Андрей Плотников, Николай Матюхин.
Женщины
100 м: Ирина Привалова, Оксана Экк, Наталья Игнатова.

200 м: Ирина Привалова, Светлана Гончаренко, Наталья Воронова.

Эстафета 4х100 м: Ирина Привалова, Оксана Экк, Светлана Гончаренко, Галина Мальчугина, Наталья Воронова, Наталья Игнатова.

400 м: Ирина Росихина, Ольга Котлярова, Екатерина Куликова.

Эстафета 4х400 м: Ирина Росихина, Ольга Котлярова, Екатерина Куликова, Наталья Хрущелёва, Екатерина Бахвалова, Светлана Гончаренко.

800 м: Лариса Михайлова, Елена Афанасьева, Наталья Цыганова.

1500 м: Светлана Мастеркова, Ольга Комягина, Ольга Нелюбова.

5000 м: Ольга Егорова, Светлана Байгулова, Елена Копытова.

10 000 м: Алла Жиляева, Лидия Василевская, Людмила Бикташева.

Марафон: Мадина Биктагирова, Любовь Моргунова, Ирина Тимофеева, Елена Раздрогина, Людмила Петрова.

100 м с барьерами: Ирина Коротя, Татьяна Решетникова.

400 м с барьерами: Екатерина Бахвалова, Анна Кнороз, Юлия Носова.

Прыжок в высоту: Виктория Фёдорова, Елена Гуляева, Юлия Ляхова.

Прыжок с шестом: Елена Белякова, Светлана Абрамова, Татьяна Зайкова.

Прыжок в длину: Людмила Галкина, Ольга Рублёва, Нина Переведенцева.

Тройной прыжок: Татьяна Лебедева, Елена Лебеденко, Елена Донькина.

Толкание ядра: Ирина Коржаненко, Светлана Кривелёва.

Метание диска: Наталья Садова, Валентина Иванова, Оксана Тучак.

Метание молота: Ольга Кузенкова, Татьяна Константинова, Алла Давыдова.

Метание копья: Татьяна Шиколенко.

Семиборье: Ирина Белова, Наталья Рощупкина, Дина Корицкая.

Ходьба 10 км: Надежда Ряшкина, Ольга Панфёрова, Вера Начаркина.